# Fator de alongamento

## Introdução
Durante o processo de elongação presente na síntese proteica, os aminoacil-tRNAs que chegam na subunidade menor do ribossomo preenchem o sítio A, enquanto o peptidil-RNA presente no sítio P ligará a cadeia de aminoácidos em produção ao novo aminoacil-tRNA através de uma ligação peptídica. Posteriormente, o tRNA que estava no sítio A move-se para o sítio P e o tRNA desacetilado que estava no sítio P move-se para o sítio E, deixando o sítio A livre novamente para a chegada de outro aminoacil-tRNA. Essa sequência de eventos é facilitada principalmente através dos fatores de elongação (também chamados de fatores de alongamento), embora seja possível em determinadas condições in vitro sem a presença destes fatores. 

## Função dos fatores de alongamento
Fatores de elongação são proteínas pertencentes à classe de proteínas G que auxiliam o processo de elongação durante a síntese proteica nos ribossomos. Fatores de elongação eucarióticos e procarióticos são muito semelhantes em estrutura em função.   
⦁Fator de elongação 1α (equivalente ao EF-Tu em procariotos): É responsável por trazer o aminoacil-tRNA ao ribossomo. Liga-se ao aminoacil-tRNA apenas quando este está ligado ao aminoácido apropriado. Deposita o aminoacil-tRNA no sítio A do ribossomo, a partir da formação de um complexo GTP-EF1α-aminoacil-tRNA. 
O aminoacil-tRNA faz com que o EF1α converta GTP em GDP, causando uma mudança conformacional no EF1α que desacopla o GDP do aminoacil-tRNA, de modo que o aminoacil-tRNA possa se ligar ao sítio A. 
Apenas a interação entre um aminoacil-tRNA anticódon específico com seu respectivo códon presente no mRNA provocará mudanças conformacionais no EF1α. Por isso, o EF1α é essencial para a tradução correta.
⦁Fator de elongação 1β (equivalente ao EF-Ts em procariotos): uma vez que o complexo EF1α-GDP é desacoplado do ribossomo, o EF1β é responsável por convertê-lo novamente em EF1α-GTP, para que, então, possa novamente interagir com outros aminoacil-tRNAs. O GDP é retirado do sítio ativo para que um novo GTP possa entrar. 
⦁Fator de elongação 2 (EF2 equivalente ao EF-G em procariotos): Envolvido na translocação, é responsável por conduzir o complexo tRNA-mRNA pelo ribossomo, movendo-o do sítio A para o sítio P. Além disso, move o RNA desacetilado do sítio P para o sítio E, onde sai do ribossomo. 
O EF2 transloca o complexo tRNA-mRNA através de um mecanismo de catraca envolvendo as duas subunidades ribossomais que agem independentemente. A ligação inicial do complexo GTP-EF2 ao ribossomo causa uma rotação no sentido anti-horário da subunidade menor. O movimento da subunidade ribossomal ocorre na mesma direção do movimento dos dois tRNAs do sítio A para o P e do P para o E, respectivamente. O EF2 provoca então a hidrólise do GTP, fazendo com que a subunidade menor rotacione novamente, e ela volta completamente à posição normal com a saída do EF2. 
A rotação da subunidade menor parece desestabilizar a interação entre tRNA e ribossomo, liberando o tRNA para se mover pelo ribossomo a partir da hidrólise do GTP. Além disso, essa rotação muda os canais de entrada e saída do mRNA: quando o EF2 está ligado, os canais estão abertos, possibilitando a movimentação do mRNA pelo ribossomo. Quando o EF2 se dissocia, a abertura fecha de modo a segurar o mRNA para que o próximo aminoacil-tRNA se ligue a ele. 
⦁Fator de elongação P (EF-P): Presente somente em procariotos, estimula a ligação entre o primeiro aminoácido (n-formilmetionina) e o segundo.

## Importância
Os fatores de elongação auxiliam não só na especificidade entre o aminoacil-tRNA e seu códon de mRNA, como na leitura correta do mRNA sem que sejam pulados nucleotídeos. Também foi demonstrado que os fatores de elongação podem aumentar a velocidade do processo de elongação, essencial para a manutenção da taxa metabólica e das funções vitais. 